# いて座イプシロン星

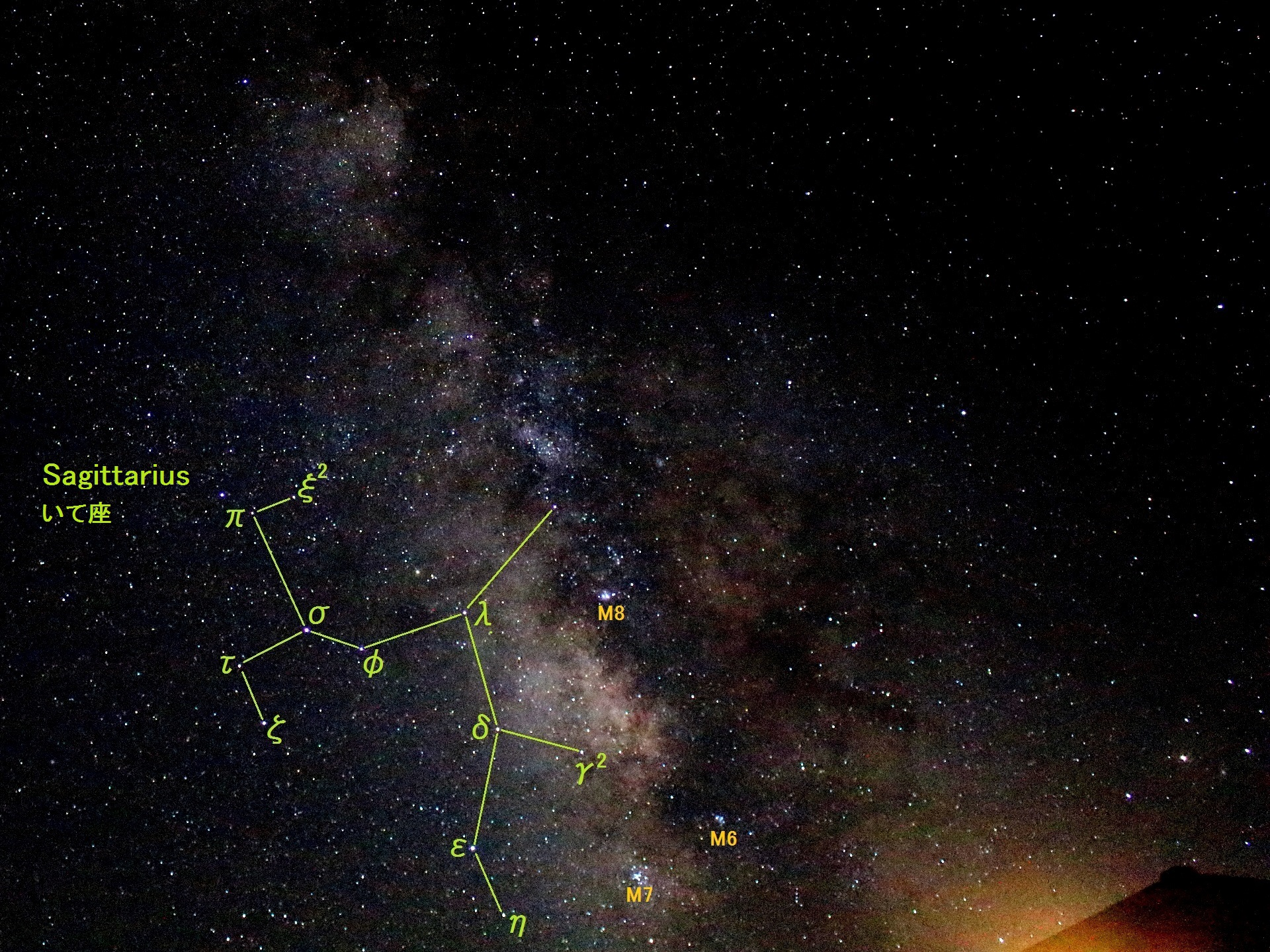
天の川といて座

いて座ε星は、いて座で最も明るい恒星で2等星。

## 概要
B型のスペクトルを持つ巨星に分類されているが、A型の輝巨星とされることもある。かつては、恒星大気中に金属を著しく欠くうしかい座ラムダ型星に分類されていたが、現在では太陽の70倍以上という自転速度によるガス殻星であると考えられている。

## 名称
学名はε Sagittarii（略称はε Sgr）。固有名カウス・アウストラリス (Kaus Australis) は、アラビア語で「弓」という意味の al-qaus と、ラテン語で「南」を表す austrālis を組み合わせた言葉である。いて座のδ星、ε星、λ星の3つの恒星には射手の弓を意味する Kaus が付けられている。al-qaus は元々いて座ξ2星、ο星、π星、d星、ρ星によるアステリズムに付けられていた名前であった。2016年7月20日に国際天文学連合の恒星の命名に関するワーキンググループ (Working Group on Star Names, WGSN) は、Kaus Australis をいて座ε星の固有名として正式に承認した。